# Oscar Werner
Oscar Werner, född 20 oktober 1871 i Karlstad, död 24 oktober 1953 i Kungsholms församling i Stockholm, var en svensk väg- och vattenbyggnadsingenjör. Han var bror till Carl Werner.
Efter studentexamen 1890 utexaminerades Werner från Kungliga Tekniska högskolan 1894, var assistent där 1894–96, avdelningsingenjör vid Örebro-Svartå järnvägsbyggnad och Ramnäs-Kolbäcks järnvägsbyggnad 1896–99, baningenjör vid Statens Järnvägar 1902 och var förste baningenjör 1914–36. Han blev löjtnant i Väg- och vattenbyggnadskåren 1899, kapten 1909 och major 1925. Han var föreståndare för Järnvägsmuseet i Stockholm 1915–36 och föreståndare och lärare vid utbildningskurs vid Statens Järnvägar 1915–36.
Werner var ledamot av ett flertal kommittéer för behandling av järnvägstekniska frågor 1905–17, ledamot av kommittéerna för utredning angående Tekniska museet 1919 och angående Sveriges deltagande i internationella utställningen 1933 i Chicago 1931, ordnade utställningar i ett flertal städer i Sverige och utlandet 1921–36. Han var kronoombud och sakkunnig vid flera vattenrättsmål i Västernorrlands län 1899–1906, verkställde flottledsförrättning där 1902–09, var kontrollör och arbetsledare vid kasernbyggnad i Sollefteå 1906–10 och i Stockholm 1916–23 och från 1942.
Werner författade skrifter och uppsatser inom järnvägstekniska området bland annat i "Uppfinningarnas bok" (Järnvägar, 1929), i "Tekniskt folkbibliotek" (Vägar och järnvägar, 1939) och i "Statsbanetjänstemannaförbundets minnesskrift" (1940). Han är begravd på Norra begravningsplatsen utanför Stockholm.